# Honda ST 1100
Honda ST1100 Pan European – japoński motocykl turystyczny produkowany przez firmę Honda między 1990 a 2002 rokiem do czasu zastąpienia go przez Hondę ST1300. Dostępny również w wersji z ABS i TCS. Od rocznika 1996 także z systemem DUAL CONTROL. Ze względu na konstrukcję i dobre właściwości jezdne uważany za jeden z najlepszych motocykli turystycznych swoich czasów. Producenci Hondy zmuszeni zostali przez odmienność rynku i potrzeb Europejczyków do zaprojektowania od podstaw turystycznego motocykla na Europę. Modele serii GL (Gold Wing) były za duże i mało uniwersalne.

## Dane techniczne
- Waga:  297 kg (suchy pojazd)
- Długość: 2285 mm
- Szerokość: 935 mm
- Wysokość: 1405 mm
- Wysokość siodła: 800 mm

Opony:  
- 110/80-ZR18
- 120/70-ZR18
- 160/70-ZR17

Silnik:
4-suwowy
chłodzony cieczą
pojemność 1084 cc 
16-zaworowy
DOHC 90° 
4 cylindry w układzie V